# Bois des Espeisses
Le bois des Espeisses est un espace naturel situé à Nîmes, dans le Gard. Sur les 82 hectares qui le composent, 56 sont ouverts au public et aménagés qui sont classés en réserve approuvée (chasse et circulation à moteurs interdites - d'autres restrictions existent). 26 hectares situés au cœur du bois sont quant à eux en zone protégée et fermés au public,,.

## Étymologie
Le mot espeisses dérive de l'occitan 'espés' qui signifie taillis dense, abondant. Ainsi, le bois des espeisses serait le bois des taillis épais.

## Aménagements
Sept sentiers de petite randonnée, allant de 700 mètres à 4 800 mètres, ont été tracés pour tous les publics (dont 2 circuits multisensoriels). 
Un circuit permet de découvrir la nature, la notion d'environnement, la biodiversité, l'histoire du bois des Espeisses, le patrimoine du bois et le cycle sylvigénétique, le parcours de l'eau au sein de cet espace et la faune locale. Deux autres sentiers sont adaptés aux personnes à mobilité réduite. 
Des tables de pique-nique, des balises pour des courses d'orientation, des aires de jeux pour les enfants de 4 à 6 ans et de 6 à 12 ans, des agrès d'étirement et des points d'eau potable ont été installées dans l'ensemble du bois.
Toutes les informations sont disponibles à l'office de tourisme de Nîmes.